# Escola de Treino de Voo de Serviço N.º 2 da RAAF
A Escola de Treino de Voo de Serviço N.º 2 (N.º 2 SFTS) foi uma escola de instrução e treino de voo da Real Força Aérea Australiana (RAAF) que operou durante a Segunda Guerra Mundial. Foi criada em Julho de 1940, sob o comando de Frederick Scherger. Responsável por treino intermédio e avançado de pilotos, sob o Plano de Treino Aéreo do Império Britânico (EATS), a escola esteve baseada na Base aérea de Forest Hill, perto de Wagga Wagga, em Nova Gales do Sul, e operava aeronaves CAC Wirraway e Avro Anson. Os Anson foram retirados de serviço em Julho de 1941, e a escola ficou a operar apenas aviões Wirraway. Em 1942 a RAAF dividiu o efectivo e o equipamento da escola entre as escolas N.º 5 e N.º 7, em Uranquinty e Deniliquin respectivamente. Devido a esta divisão, em Abril de 1942, as infraestruturas foram tomadas pelo Depósito de Aeronaves N.º 5 da RAAF.

## História
O treino de tripulações na RAAF sofreu um aumento drástico com o despoletar da Segunda Guerra Mundial, em resposta da Austrália ao Plano de Treino Aéreo do Império Britânico. As instalações de treino de voo da força aérea antes da guerra, a Escola de Treino de Voo N.º 1, na Base aérea de Point Cook, foi substituída por doze Escolas de Treino de Voo Elementar (EFTS), oito Escolas de Treino de Voo de Serviço (SFTS) e uma Escola de Voo Central (CFS). Enquanto a CFS formava instrutores de voo, a EFTS providenciava treino básico para jovens aspirantes que, se passassem pelo curso com sucesso, avançariam para SFTS para serem formados com foco no serviço operacional. O curso na SFTS consistia em dois módulos, um intermédio e um avançado, e incluía instrução em instrumentos de voo, voo nocturno, acrobacias, voo em formação, bombardeamento de mergulho e armamento aéreo. A duração total do curso variou consoante as exigências da guerra. Inicialmente o curso tinha uma duração de 16 semanas, mas depois foi diminuído para 10 semanas (com 75 horas de voo) em Outubro de 1940. Um ano depois, vou aumentado para 12 semanas (com 100 horas de voo) e, dois meses depois, para 16 semanas. Continuou a aumentar ao longo da guerra, até atingir o pico de 28 semanas em Junho de 1944.

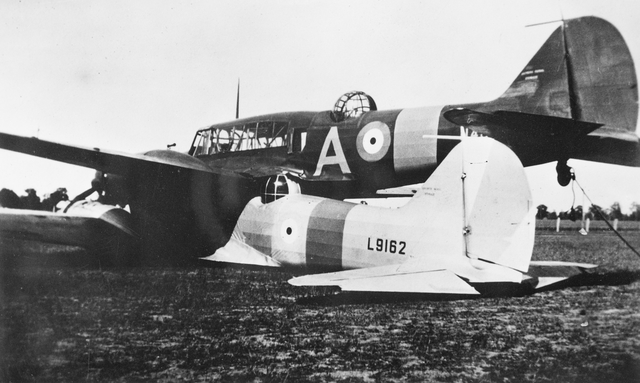
Os dois Avro Anson da escola que colidiram no ar, ficando engatado um no outro e foram aterrados com segurança num campo em 29 Setembro de 1940

A Escola de Treino de Voo de Serviço N.º 2 foi formada na Base aérea de Forest Hill, perto de Wagga Wagga, Nova Gales do Sul, no dia 1 de Julho de 1940, e ficou sob a comando do Grupo de Treino N.º 2. Juntamente com a Escola de Treino de Voo de Serviço N.º 5 e mais tarde a Escola de Treino de Voo Básico N.º 1, na base vizinha de Uranquinty, a N.º 2 SFTS foi uma das "Escolas de Treino de Voo de Wagga", que juntas formaram mais de 3000 pilotos nos anos 40 e 50. O comandante inaugural da unidade foi Frederick Scherger, cuja disciplina rigorosa e ancendência alemã rapidamente fizeram com que a escola ganhasse a alcunha de "Campo de Concentração de Scherger". Nesta altura, Scherger também serviu como comandante da base aérea. Um dos instrutores da escola, Bill Newton, foi mais tarde condecorado com a Cruz Vitória pelo seu serviço em missões de bombardeamento na Nova Guiné.
Forest Hill era uma base aérea nova, e as estradas e edifícios ainda estavam em construção quando o seu primeiro curso começou com aviões Avro Anson no dia 29 Julho de 1940. Um dos Anson caiu em agosto, matando o seu instrutor e um aluno. No final daquele mês, o segundo curso começou, com aeronaves CAC Wirraway. A escola foi então reorganizada em dois esquadrões, o Inicial e Avançado. Em 29 Em setembro, dois aviões Anson colidiram no ar e ficaram presos um ao outro. Os dois navegadores saltaram, sendo seguidos logo em seguida pelo piloto ferido da aeronave inferior. O piloto do Anson superior, entretanto, descobriu que era capaz de controlar a aeronave usando os seus ailerons e flaps, juntamente com a potência do motor do Anson de baixo. Ele então conseguiu fazer uma aterragem de emergência bem-sucedida num campo perto da cidade de Brocklesby.

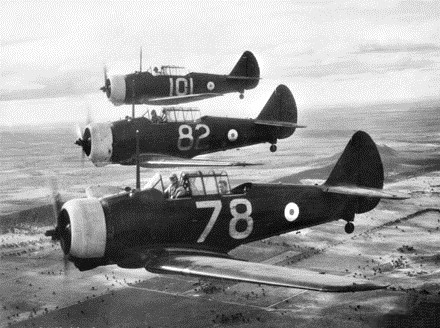
Aviões Wirraway do N.º 2 SFTS, por volta de Junho de 1941

Em outubro de 1940 a escola foi relatada como tendo alcançado a sua força nominal de 1100 funcionários, incluindo 160 alunos. Nesta altura, estimava-se que ocorressem 2000 voos por mês, 150 deles nocturnos, com instrutores completando até 90 horas de voo por semana. A escola passou por uma reorganização adicional em fevereiro de 1941 com o estabelecimento do Esquadrão Intermediário; os alunos bem-sucedidos desta unidade receberam as suas asas antes de prosseguir para o Esquadrão Avançado. Outra nova unidade, o Esquadrão de Manutenção, foi formado em março. Deste ponto em diante, a escola deu abate aos seus Anson, já que o treino de aeronaves monomotor e multimotor foi dividido por ordem do Conselho Aéreo da RAAF. No final de julho, apenas aviões Wirraway estavam em operação, com os seus números a chegar a 96. Um Wirraway caiu durante um voo de treino por instrumentos no dia 29 Agosto, matando os dois pilotos. Em outubro, Scherger foi designado para assumir o controle da Base aérea de Darwin, no Território do Norte, do Capitão de grupo Charles "Moth" Eaton, que por sua vez assumiu o comando da escola. Como Scherger, Eaton também serviu como comandante de base de Forest Hill.
Após a eclosão da Guerra do Pacífico em dezembro de 1941, os Wirraway da escola foram classificados como aeronaves de Segunda Linha (Reserva) na defesa da Austrália, enquanto a base foi fortificada com sacos de areia, trincheiras e posições defensivas armadas. No dia 1 de Janeiro de 1942, o Esquadrão N.º 60 foi estabelecido em Forest Hill a partir de aeronaves e pessoal da escola. Equipado com 18 aviões Wirraway, esta unidade fez parte da expansão das forças armadas australianas em resposta ao rápido avanço japonês no primeiro mês da Guerra do Pacífico. Um contingente de 68 WAAAFs também começou a chegar a Forest Hill em janeiro.
O Conselho Aéreo posteriormente racionalizou as instalações da EATS no sul de Nova Gales do Sul, dividindo a equipa e as aeronaves da escola entre as escolas de treino de serviço N.º 5 e N.º 7 nas bases aéreas de Uranquinty e Deniliquin, respectivamente. Eaton permaneceu no comando da escola até pouco antes da sua dissolução no dia 3 de Abril de 1942. A escola sofreu um total de quatro acidentes graves com aviões Anson e onze com os Wirraway, resultando na morte de três instrutores e quatro alunos. Dos cerca de 600 participantes, pouco mais de 550 pilotos formaram-se na escola, entre eles Clive Caldwell, que viria a tornar-se no principal ás da guerra na Austrália, e o futuro primeiro-ministro John Gorton. O Esquadrão N.º 60 também foi dissolvido no dia 3 de Abril, após uma breve carreira durante na qual as suas actividades limitaram-se a exercícios de treino. As instalações da base foram assumidas pelo Depósito de Aeronaves N.º 5, responsável pela manutenção de fuselagens, motores e outros equipamentos da RAAF.